# Zimna Woda (Słowik)
Zimna Woda – część wsi Słowik w Polsce położona w województwie łódzkim, w powiecie zgierskim, w gminie Zgierz. Wchodzi w skład sołectwa Wiktorów.
W latach 1975–1998 Zimna Woda położona była w dawnym województwie łódzkim.
W II ćwierci XIX w. w Zimnej Wodzie mieszkał Bernard von Schuttenbach – mierniczy, kartograf i architekt.